# 安德烈·維拉斯-波亞斯
安德烈·維拉斯-波亞斯（葡萄牙語：André Villas-Boas，1977年10月17日—）是一名葡萄牙足球領隊，現時為波圖球會主席。
保亞斯曾執掌多支有名球隊，包括葡超波圖、英超車路士和熱刺、俄超辛尼特、中超上海上港及法甲馬賽。

## 教練事業
作為波圖的支持者，年僅16歲的波亞斯與當時執教波圖的英籍領隊;波比·笠臣居於同一座大廈，在兩人一次辯論後，博比·罗布森邀請波亞斯加入波圖的觀察部門（observation department），當日的辯論是波亞斯認為博比·罗布森應該更常安排多明戈斯·帕西恩西亚上陣參賽，而帕西恩西亚正是日後波亞斯創造歷史奪得歐霸盃時的決賽對手布拉加的領隊。在博比·罗布森循循善誘之下，波亞斯於17歲之齡已在蘇格蘭修畢歐洲足協C級教練執照（UEFA C coaching licence），年僅21歲已曾短期執教英屬維爾京群島代表隊，其後返回波圖在博比·罗布森另一名弟子摩連奴麾下擔任助手，當摩連奴任教車路士和國際米蘭時，波亞斯一直隨侍在側。

### 科英布拉大學
2009/10年球季展開時波亞斯脫離摩連奴的教練團，開創個人的領隊事業，加盟葡超球會科英布拉大學，取代剛於2009年10月辭職離隊的罗格里奥·冈卡维斯（Rogério Gonçalves）執掌帥印。當波亞斯接任時科英布拉大學位處聯賽榜末兼未嘗一勝，在他引進新的管理模式後隨即扭轉形勢，以第11位結束球季成功保級，與降班區域相差達10分。除此之外，科英布拉大學更晉級葡萄牙聯賽盃準決賽，在賽事末段被（Mariano González）射破大門，作客火龍球場僅負0-1遭波圖淘汰出局。波亞斯在科英布拉大學的影響立竿見影，不單是取得不俗的成績，而且帶領球隊踢出亮麗的足球風格，於2010年夏季當（Carlos Carvalhal）離開後，即有傳聞將他與這個空缺扯上關係。

### 波圖
2010年5月26日波圖時任領隊赫苏阿尔多·费雷拉（Jesualdo Ferreira）因戰績不佳而下台後，波亞斯的名字隨即與火龍球場的空缺聯繫在一起，並於6月2日獲球會宣佈委任為新領隊，6月4日正式公開予各界。
2010年8月7日波亞斯於接掌波圖後贏得首項錦標，在葡萄牙超級盃以2-0擊敗衛冕聯賽冠軍，其後他陸續贏取葡萄牙足球超级联赛、歐霸盃和葡萄牙盃。
波亞斯在執教波圖的首季創出以下各項記錄：
- 於2011年5月18日奪得歐霸盃時年僅33歲另213日，成為歷來贏取歐洲賽事錦標最年青的領隊[9]；
- 球會在各項競賽最長不敗記錄（36場），打破摩連奴的33場舊記錄[10]，部分記錄由前領隊费雷拉帶隊；
- 葡萄牙球隊在歐洲賽季單季勝仗最多（14場）[11]；
- 30場的葡萄牙聯賽歷來最高積分（84分）；
- 葡萄牙聯賽歷來最長連勝記錄（16場）；
- 葡萄牙聯賽歷來冠軍與次席球隊最大積分差距（21分）；
- 自1972/73年球季的以來首支不敗奪得葡萄牙聯賽冠軍的球隊[12]；
- 2011年4月3日波亞斯贏得個人首次葡萄牙足球超级联赛冠軍，提前5輪確定首名席位，當時於作客里斯本盧斯球場以2-1擊敗次席的[13]，是歷來最年青奪冠領隊的第三位，僅次於1938/39年度的米哈利·薛斯卡（Mihály Sistka）及1961-62年度的祖卡（Juca）。亦是波圖歷來第二次在賓菲加的地頭贏得聯賽錦標，首次是於71年前的1939/40年球季在現時已拆卸的阿莫里拉斯球場（Estádio das Amoreiras）擊敗對手奪標；
- 2011年5月22日波亞斯於贏得葡萄牙盃後完成三冠王霸業，追平摩連奴及托米斯拉夫·伊維奇（Tomislav Ivić）的成就，雖然後者於1987/88年度帶領波圖贏得4項冠軍，除國內聯賽及盃賽外，亦獲得歐洲超級盃及洲際盃錦標，使波圖成為直到目前為止首支亦是唯一兩度成為三冠王的歐洲球隊，先後於同年度贏得葡萄牙足球超级联赛、葡萄牙盃及歐洲足協盃或歐霸盃。

2011年6月21日波亞斯向波圖請辭。

### 車路士
2011年6月21日波亞斯利用與波圖的1,500萬歐元的合約放人條款脫離球隊，該金額也是至目前最高的教練轉會費，翌日英超球會車路士證實獲得波亞斯加盟，簽約三年，即時上任。車路士在一份官方聲明中寫道：「波亞斯是球隊新主帥非常突出的候選人，他也是當今足壇最有才華的少帥之一，並且已經在相對很少的時間裡取得了成功。他的雄心、動力與決心跟藍軍非常匹配，我們相信球隊在波亞斯的率領下能夠在國內賽場以及歐戰中取得更大的成功。他將在切爾西得到高度的重視，每個人會歡迎他並且期待與他一起共事」。在波亞斯帶領下，車路士於賽季前熱身賽六戰全勝，僅失一球。
2012年3月4日，因為成績欠佳，車路士官方網站宣佈與波亞斯解約，波亞斯僅僅在切爾西執教了7個月而已。

### 熱刺
2012年7月3日波亞斯重返英超與熱刺簽署三年合約，接替剛被革職三週的哈里·雷德克纳普領導球隊。首個球季因為有加里夫·巴利在陣的關係，熱刺有驚艷的表現，但最終以第五名完成聯賽，只能轉戰歐霸，而加里夫·巴利亦在此季後轉投皇家馬德里。2013/14賽季前的轉會窗，熱刺簽下、等七位球員，但戰績卻不進反退，先是作客曼城慘敗6-0，12月16日主場對利物浦則慘敗0-5，賽後熱刺於官方網站宣佈與波亞斯解約。

### 圣彼得堡泽尼特
2014年3月18日，波亞斯与圣彼得堡泽尼特签订了为期两年的协议，取代卢西亚诺 - 斯帕莱蒂，并在俱乐部的冠军联赛第16轮对阵多特蒙德队的第二轮比赛结束后接管比赛。

### 上海上港
2016年11月4日，維拉斯-波亞斯取代，成为中超俱乐部上海上港的主教练。上海上港宣布维拉斯-博阿斯于2017年11月30日离开俱乐部，因为他拒绝延长他的合同一年。

### 馬賽
2019年5月28日，法甲球隊馬賽官網宣布韋拿斯-保亞斯與馬賽簽約兩年，他將會在2019年7月1日起正式擔任馬賽主帥。

## 賽車事業
2017年11月29日，安德烈·維拉斯-波亞斯宣布将参加2018年达喀尔拉力赛。他將驾驶豐田Hilux角逐名次。他在秘鲁第四赛段撞上沙丘以及受伤后退出了比赛。
2018年3月16日至17日，他参加了另一场越野拉力赛Baja TT do Pinhal，這次他駕駛的是Can-Am Maverick X3。
2021年5月20日至23日，安德烈·維拉斯-波亞斯首次亮相世界拉力锦标赛。比賽期間他與其他人一起驾驶雪铁龙 C3 Rally2角逐名次，最终获得2021年葡萄牙拉力赛WRC3組別第12名。

## 榮譽

### 執教球隊榮譽
波尔图 Porto
- 葡萄牙足球超级聯賽冠军: 2010/2011
- 葡萄牙杯冠军: 2010/2011
- 葡萄牙超级杯冠军: 2010
- 欧足联欧洲联赛冠軍﹕2010/2011

圣彼得堡泽尼特 Zenit Saint Petersburg
- 俄罗斯足球超级聯賽冠军: 2014/2015
- 俄罗斯杯冠军: 2015/2016
- 俄罗斯超级杯冠军: 2015

### 個人
- 葡萄牙體育記者協會突破教練獎：2010年；

## 私人生活
波亞斯雖然在葡萄牙出生，但他的祖母是英國人，早於1900年代早期從家鄉斯托克波特钱德尔（Cheadle）移居到基馬拉斯，自此一家在葡萄牙定居，因此波亞斯能說一口流利的英語。他於2004年娶乔安娜·特谢拉（Joana Teixeira）為妻，兩人育有一子兩女。

## 外部連結
- André Villas-Boas （页面存档备份，存于） at Soccerbase